# Acestrorhynchus heterolepis
Acestrorhynchus heterolepis és una espècie de peix de la família dels acestrorrínquids i de l'ordre dels caraciformes.

## Morfologia
- Els mascles poden assolir 32,1 cm de longitud total.[2][3]

## Alimentació
Menja peixos.

## Hàbitat
És un peix d'aigua dolça i de clima tropical.

## Distribució geogràfica
Es troba a Amèrica: conques dels rius Amazones, Orinoco i  Negro.